# François Cevert
Albert François Cevert Goldenberg, mais conhecido como François Cevert (Vaudelnay, 25 de fevereiro de 1944 — Watkins Glen, 6 de outubro de 1973) foi um piloto francês de Fórmula 1.
Morreu durante os treinos para o Grande Prêmio dos Estados Unidos de 1973, em Watkins Glen. Era então piloto da Tyrrel Ford, parceiro de Jackie Stewart, campeão mundial de Fórmula 1. Na temporada de 1973, ficou seis vezes em segundo lugar, ajudando Stewart a conseguir o campeonato.

## Biografia
Tinha uma irmã, Jacqueline Beltoise, casada com o também piloto de Fórmula 1 e compatriota Jean-Pierre Beltoise. Era considerado, à época, um dos homens mais bonitos do mundo.
Morreu de forma trágica nos treinos classificatórios do Grande Prêmio dos Estados Unidos de 1973, disputado em Watkins Glen. O carro do piloto francês escapou da pista, bateu no guard rail do lado direito e ricocheteou em direção ao guard rail do lado esquerdo, virando de rodas para o ar e se arrastando pela "lâmina" de metal por mais de cem metros. François Cevert foi partido ao meio na altura do ventre e teve morte instantânea.
O acidente, ocorrido em uma das épocas mais perigosas da Fórmula 1, é até hoje considerado um dos mais graves e brutais já ocorridos na categoria. Alguns pilotos, dessa mesma geração, como Emerson Fittipaldi, consideram esse acidente como o acidente mais brutal da F1.

## Acidente
Em Watkins Glen, a prova final do campeonato mundial de 1973, tudo estava preparado para a consagração de Jackie Stewart. A Tyrrell tinha três carros, sendo um para o escocês, outro para François Cevert, e um último para o neozelandês Chris Amon. Nos treinos de sexta-feira, Cevert lutou pela "pole-position" com o sueco Ronnie Peterson em sua Lotus. Nesse dia, ele e Stewart discutiam qual era a melhor marcha para lidar a zona dos "Esses", uma rápida combinação direita - esquerda - direita, na qual o escocês o abordava com a terceira marcha, enquanto que o francês usava a quarta, para ganhar potência e assim conseguir segundos preciosos. Stewart tinha uma boa razão pela qual queria fazer aquela zona com uma rotação mais baixa: ali, o asfalto era mais ondulado e propenso a erros. Mais tarde, isso viria a pesar nas causas do acidente fatal de Cevert.
Nos treinos de Sábado de manhã, Peterson e Cevert lutavam entre si para ver quem ficaria com a pole-position. O sueco tinha vantagem durante o ano, pois conseguira oito pole-positions, enquanto que o francês não tinha conseguido nenhuma. Então, poucos minutos antes do meio-dia, Cevert fez a sua última tentativa. Tudo corria bem até chegar à zona dos "Esses", onde o seu estilo de condução fez usar a quarta marcha, quando o carro fez a curva à esquerda. De repente, o carro perde o controle, atinge o guard-rail à direita e ricocheteia, virando para a esquerda, e assim batendo no guard-rail oposto a um ângulo de 90 graus. O impacto faz voltar o carro de pernas para o ar, arrastando-se por mais de cem metros e degolando François. O francês teve morte imediata.

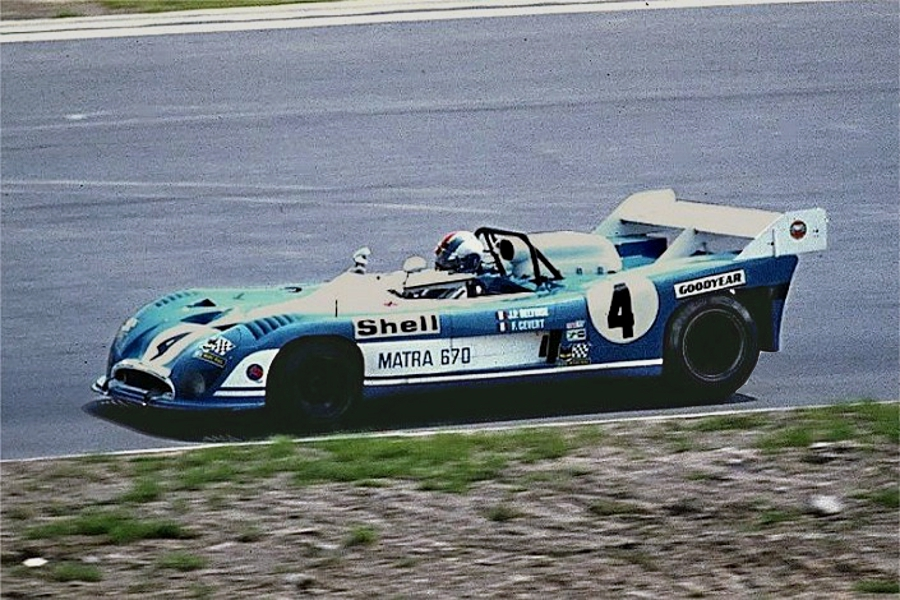
François Cevert, Matra 670, em Nürburgring em 1973

O primeiro a chegar foi José Carlos Pace, que por coincidência, fazia 29 anos nesse dia. Dizem que quando viu o estrago feito, abandonou o local aos prantos. Logo a seguir, veio o sul-africano Jody Scheckter, no McLaren número zero, que teve a mesma reação. Depois apareceu Jackie Stewart, que disse isto anos depois: "Os socorristas nem se deram ao trabalho de tirar os seus kits de primeiros socorros, porque via-se logo que estava morto". Todos que iam chegando saíam de perto, e tamanho foi o estrago. Cevert tinha o corpo lacerado, e a causa da morte teria sido degolação, no momento do impacto com os rails de proteção.
De fato, aquelas lâminas estavam mal colocadas, e que logo, seriam fatais para um carro descontrolado. Os pilotos haviam reclamado disso no dia anterior, mas pouco ou nada havia sido feito. E depois de Cevert, parecia que essas reclamações tinham caído em saco roto pois no ano seguinte, um acidente semelhante envolvendo o Surtees do austríaco Helmuth Koinigg, teria quase o mesmo tipo de destino: a morte foi por decapitação.
Quando os treinos recomeçaram, Stewart voltou à pista, numa tentativa de saber por si mesmo o motivo do acidente. Logo descobriu que o seu estilo de condução, combinado com o irregular asfalto daquela zona e a falta de escapatórias, teria sido o fator decisivo do acidente. Mais tarde, o austríaco Niki Lauda, escreveu em um dos seus livros, que aquela combinação, naquela zona, tornava-a inacreditavelmente perigosa.
Também foi dito que Cevert poderia ter morrido porque instantes antes, teria vomitado no capacete, bloqueando a visão. Realmente vômito foi encontrado no capacete, mas o médico-legista disse depois que isso poderia ter acontecido depois do impacto, e não antes dele.
Poucas horas depois, Jackie Stewart anunciaria à imprensa em geral que se iria retirar da competição com efeito imediato. O escocês também disse que era uma decisão pensada há muito, e que apenas Ken Tyrrell (o proprietário e chefe da equipe) é que sabia. Mas na noite de sexta-feira, já tinha contado isso a Cevert e a Peterson, num jantar que tinham tido juntos num restaurante da zona. O resto do mundo só iria saber depois da corrida no domingo, com o escocês completando o seu centésimo Grande Prêmio. No entanto, nada disso aconteceu. No sábado à noite, o próprio Ken Tyrrell anunciou à imprensa que seu time desistiria de participar da corrida, em sinal de luto.

## Futuro promissor
François já tinha vencido uma corrida, em 1971, precisamente em Watkins Glen, e terminando a temporada em terceiro lugar, e em 1973, ele se classificava na quarta posição do campeonato, com sete pódios e uma volta mais rápida. Era veloz, mas a sua lealdade e amizade com o piloto escocês, impedia-o de atacar a liderança, embora Stewart tenha dito, depois da sua vitória no GP da Alemanha, que "se quisesse, ele poderia ter-me passado". Nessa temporada, tendo consciência da rapidez do seu companheiro, ele decidira que era hora de se retirar da competição, com ou sem o tri-campeonato, mas o único que sabia disso era Ken Tyrrell, e ambos mantiveram o segredo.
A equipe Tyrrell se retira da prova, Stewart não corre seu 100º GP e perde seu escudeiro e grande amigo. A Fórmula 1 perde um futuro campeão, um piloto brilhante.
Se tudo tivesse corrido bem, o francês teria o comando da Tyrrell para 1974. Eventualmente lutaria pelo título com Fittipaldi, no seu McLaren - Cosworth, e os Ferrari de Niki Lauda e Clay Regazzoni, e provavelmente, poderia ter sido o primeiro francês campeão do Mundo, já que nos anos seguintes, a França iria assumir um papel relevante, com a entrada de equipes como a Ligier e a Renault. No final, o Destino teve outros planos...
François Cevert está agora enterrado no Cemitério Municipal de Vaudelnay, no Maine-en-Loire. A sua campa está coberta por um mármore negro, encostado à parede do cemitério, onde está pendurado um baixo-relevo com a sua face.

## Todos os Resultados de François Cevert na Fórmula 1
(Legenda: Corridas em itálico indica volta mais rápida)
| Ano  | Nome Oficial da Equipe      | Chassis     | Motor            | Pneus | 1       | 2       | 3       | 4       | 5       | 6       | 7       | 8       | 9       | 10      | 11      | 12      | 13      | 14      | 15      | Pts | Pos |
| ---- | --------------------------- | ----------- | ---------------- | ----- | ------- | ------- | ------- | ------- | ------- | ------- | ------- | ------- | ------- | ------- | ------- | ------- | ------- | ------- | ------- | --- | --- |
| 1973 | Elf Team Tyrrell            | Tyrrell 006 | Ford Cosworth V8 | G     | ARG 2º  | BRA 10º |         | ESP 2º  | BEL 2º  | MON 4º  | SUE 3º  | FRA 2º  | GBR 5º  | HOL 2º  | ALE 2º  | AUT Ret | ITA 5º  | CAN Ret | EUA DNS | 47  | 4º  |
| 1973 | Elf Team Tyrrell            | Tyrrell 005 | Ford Cosworth V8 | G     |         |         | AFS NC  |         |         |         |         |         |         |         |         |         |         |         |         | 47  | 4º  |
| 1972 | Elf Team Tyrrell            | Tyrrell 003 | Ford Cosworth V8 | G     | ARG Ret | AFS 9º  | ESP Ret | MON NC  | BEL 2º  | FRA 4º  | GBR Ret | ALE 10º | AUT 9º  | ITA Ret |         |         |         |         |         | 15  | 6º  |
| 1972 | Elf Team Tyrrell            | Tyrrell 006 | Ford Cosworth V8 | G     |         |         |         |         |         |         |         |         |         |         | CAN Ret | EUA 2º  |         |         |         | 15  | 6º  |
| 1971 | Elf Team Tyrrell            | Tyrrell 002 | Ford Cosworth V8 | G     | AFS Ret | ESP 7º  | MON Ret | HOL Ret | FRA 2º  | GBR 10º | ALE 2º  | AUT Ret | ITA 3º  | CAN 6º  | EUA 1º  |         |         |         |         | 26  | 3º  |
| 1970 | Tyrrell Racing Organisation | March 701   | Ford Cosworth V8 | D     |         |         |         |         | HOL Ret | FRA 11º | GBR 7º  | ALE 7º  | AUT Ret | ITA 6º  | CAN 9º  | EUA Ret | MEX Ret |         |         | 1   | 22º |